# Estanzuela
Estanzuela – miasto na południowym wschodzie Gwatemali, w departamencie Zacapa. Według danych statystycznych z 2012 roku liczba mieszkańców wynosiła 10 748 osób. Miasto leży około 7 km na północny zachód od stolicy departamentu miasta Zacapa i około 40 km od granicy Hondurasem. Estanzuela leży na wysokości 160 m n.p.m., nad rzeką Motagua.  

## Gmina Estanzuela
Miejscowość jest także siedzibą władz gminy o tej samej nazwie, która jest jedną z dziesięciu gmin w departamencie. W 2012 roku gmina liczyła 11 469 mieszkańców a w jej skład oprócz miejscowości Estanzuela wchodziło 9 wsi i osiedli. Gmina jak na warunki Gwatemali jest nieduża, a jej powierzchnia obejmuje 66 km².
Mieszkańcy, według danych z 2006 roku, utrzymują się głównie z rolnictwa (87%), hodowli zwierząt (3%), rzemiosła artystycznego (10%). W rolnictwie oprócz uprawianych w całej Gwatemali tytoniu, kukurydzy, fasoli, masowo produkowane są również owoce melonów, arbuzów, chili, papai, okry i mango. Na terenie gminy znajduje się farma o największej produkcji melonów w kraju. Wyroby rzemieślnicze z których znana jest gmina Estanzuela to wyroby hafciarskie i włókiennicze oraz stolarskie.
Klimat gminy jest równikowy. Według klasyfikacji Köppena należy do klimatów tropikalnych monsunowych (Am), z wyraźną porą deszczową występującą od maja do października, z codziennymi opadami przez około 90 dni. Temperatura powietrza zawiera się w przedziale pomiędzy 22 a 41ºC, natomiast średnia temperatura w porze deszczowej wynosi 28 °C, podczas gdy w pozostałym okresie 37ºC. Większość powierzchni nieuprawnej pokryta jest dżunglą.